# М (фильм, 1951)
«М» (англ. M) — американский фильм-нуар режиссёра Джозефа Лоузи, вышедший на экраны в 1951 году.
Фильм является ремейком одноимённого классического фильма режиссёра Фрица Ланга, увидевшего свет в 1931 году. В новой версии картины действие перенесено из Берлина в Лос-Анджелес, а имя убийцы изменено с Ханса Беккерта на Мартина У. Хэрроу. Продюсером обоих фильмов был Сеймур Небензал.
Фильм рассказывает об охоте на маньяка (Дэвид Уэйн), убивающего маленьких девочек, которую ведут как правоохранительные органы, так и организованное городское криминальное подполье.
Фильм продолжает традицию фильмов-нуар о серийных убийцах, к которым относятся также фильмы «Рождённый убивать» (1947), «Две миссис Кэрролл» (1947), «Соблазнённый» (1947), «Следуй за мной тихо» (1949), «Снайпер» (1952) и «Пока город спит» (1956).

## Сюжет
В крупном американском городе происходит серия жестоких убийств юных девочек, что приводит в ужас горожан и ставит в тупик полицию. Однажды днём нервный молодой человек Мартин Хэрроу (Дэвид Уэйн) наблюдает за играющими на улице детьми, и вскоре его внимание привлекает маленькая девочка. У слепого торговца в парке аттракционов Мартин покупает девочке воздушный шарик, после чего уходит вместе с ней, насвистывая запоминающуюся мелодию. Некоторое время спустя, когда находят тело ребёнка, шеф полиции Риган (Рой Эндел) выступает с обращением по телевидению, сообщая, что собранные по делу свидетельства указывают на тот же способ совершения преступлений, как и в предыдущих убийствах — во всех случаях жертвы были задушены, а их обувь похищена. После предупреждения полиции о необходимости принять все возможные меры предосторожности и сообщать обо всех случаях подозрительного поведения, многие горожане, проявляя чрезмерную бдительность, хватают на улице нескольких невинных людей.
На совещании в полицейском департаменте мэр требует от Ригана и шефа отдела убийств Кэрни (Говард да Сильва) скорейшего задержания преступника, однако пока у них и у работающего по делу лейтенанта Беккера (Стив Броуди) нет никаких зацепок. В отчаянии Кэрни приказывает провести тотальные проверки по всему городу, надеясь таким образом найти хоть какую-либо ниточку, ведущую к преступнику. Во время рейда в одном из баров полиция задерживает и вскоре отпускает Дэниела Лэнгли (Лютер Адлер), бывшего адвоката, который после увольнения за пьянство стал работать юридическим советником криминального босса города Чарли Маршалла (Мартин Гейбел). Встревоженный бесконечными полицейскими обысками и проверками, которые мешают его отлаженной нелегальной деятельности, Маршалл с помощью Лэнгли ставит подчинённым ему руководителям городских криминальных группировок задачу начать самостоятельный розыск маньяка, которого они называют «М». Тем временем в полицейском управлении психиатр составляет профиль убийцы, предполагая, что, вероятно, это параноидальный шизофреник, заболевание которого связано с психической травмой, полученной в детстве. Сотрудники полиции начинают обходить дома всех одиноких мужчин, когда-либо страдавших психическими заболеваниями, в итоге добираясь до пансиона, в котором живёт Мартин. Представившись хозяйке сотрудником департамента здравоохранения, Беккер в отсутствие Мартина обыскивает его комнату, но не находит ничего необычного, кроме лампы, к выключателю которой привязан детский обувной шнурок. Беккер докладывает о шнурке Кэрни, который решает немедленно вернуться в пансион. Во время более детального обыска они находят запертую полку для обуви, на которой собрано несколько пар ботиночек маленьких девочек. После этого полиция немедленно устраивает в пансионе засаду, одновременно начиная интенсивные поиски Мартина.
Тем временем в парке аттракционов Мартин соблазняет воздушным шариком ещё одну маленькую девочку. Когда он уходит, играя на небольшой дудочке, продавец шариков вспоминает, что кто-то насвистывал эту необычную мелодию в тот день, когда произошло предыдущее убийство девочки, и вызывает группу уличных преступников. Один из них идёт вслед за Мартиным, и, воспользовавшись шансом, ставит ему мелом на пальто пометку «М», что становится сигналом для остальных преступников. Почувствовав слежку, Мартин заводит девочку в торгово-деловой центр перед самым его закрытием, скрываясь от преследователей в одном из помещений на верхнем этаже. При обходе охрана здания запирает это помещение, после чего Мартин впадает в панику, отчаянно пытаясь выбраться через окно. Бандиты под угрозой оружия заставляют охрану пустить их в здание и начинают тотальный поэтажный обыск помещений. Когда Маршаллу сообщают, что М загнан в угол, криминальный король решает без участия полиции разобраться с маньяком, направляя все свои основные силы к зданию. Тем временем бандиты пытают охранника, требуя указать местонахождение Мартина. Вскоре прибывает Маршалл, приказывая отключить сигнализацию и взломать один за другим все магазины и офисы. Услышав, как Мартин неистово колотится в комнате, люди Маршалла врываются внутрь, освобождают ребёнка и уводят Мартина. После ухода преступников одному из охранников удаётся включить сигнализацию, и вскоре к торговому центру подъезжает полиция, которая задерживает двух людей Маршалла, которых заставляют сказать, куда повели Мартина. Чтобы повысить авторитет своей организации среди общественности, Маршалл договаривается с редактором одной из ведущих газет сделать репортаж о том, кто спас город от маньяка.
Вскоре в одном из гаражей, куда привезли Мартина, собираются члены всех городских банд, и после того, как слепой торговец подтверждает, что именно Мартин покупал у него шары, преступная толпа бросается на маньяка и начинает его избивать. Когда Маршалл предлагает выдать Мартина полиции, толпа категорически отказывается, желая самостоятельно наказать маньяка. Маршалл опасается, что если бандиты убьют Мартина, то против него будет выдвинуто обвинение в убийстве, и потому решает провести для общественности собственный суд. Он поручает пьяному Лэнгнли защищать Мартина, который предлагает сначала выслушать маньяка. Мартин говорит, что знал, что в итоге окажется в суде, но думал, что это будет законный суд. Затем он рассказывает о матери, которая учила его, что мужчины рождаются злыми и жестокими, и чтобы мужчин исправить, их надо бить и пытать. И ради спасения детей Мартин должен их убивать, чтобы его поймали и наказали. Ему приходилось делать жестокие вещи, чтобы его, наконец, наказали. Он не хотел этого, но не мог с собой ничего поделать. Слово берёт Лэнгли, заявляющий, что если сейчас убить Мартина, это не сделает ни наших детей, ни кого из нас лучше. Нельзя карать слепого за то, что он не видит, его надо лечить. Затем Лэнгли начинает обвинять Маршалла и его банду в их собственных преступлениях, из-за которых страдают тысячи детей. Несмотря на попытки Маршалла приструнить адвоката, Лэнгли восклицает: «Так кто здесь убийцы?». Тогда Маршалл стреляет в него. В этот момент прибывает полиция, арестовывает Маршалла и забирает Мартина, который всё ещё умоляет о том, чтобы его наказали.

## В ролях
- Дэвид Уэйн — Мартин У. Хэрроу
- Говард да Сильва — инспектор Кэрни
- Мартин Гейбел — Чарли Маршалл
- Лютер Адлер — Дэн Лэнгли
- Стив Броуди — лейтенант Беккер
- Рэймонд Бёрр — Поттси
- Гленн Андерс — Риггерт
- Норман Ллойд — Сатро
- Уолтер Бёрк — Макмахан
- Рой Энджел — начальник полиции Риган
- Джим Бакус — мэр
- Джон Мильян — слепой торговец шарами

В титрах не указаны
- Дик Уэссел — полицейский, штрафующий пешехода-нарушителя
- Мэдж Блейк — свидетельница в полицейском участке
- Том Кеннеди — Колпак

## Создатели фильма и исполнители главных ролей
В 1920-30-е годы Сеймур Небензал был одним из заметных кинодеятелей эпохи немецкого экспрессионизма, став продюсером таких картин, как «Ящик Пандоры» (1929), «Люди в воскресенье» (1930), «М» (1931), «Товарищество» (1931), «Трёхгрошовая опера» (1931) и «Завещание доктора Мабузе» (1933). Перебравшись в Голливуд, Небензал продюсировал фильмы Дугласа Сёрка «Безумец Гитлера» (1943) и «Летний шторм» (1944), а также фильмы нуар «Погоня» (1946) и «Полустанок» (1946). Джозеф Лоузи начинал свою режиссёрскую карьеру в США, поставив, в частности, такие фильмы нуар, как «Разделительная линия» (1950) и «Вор» (1951). Данный фильм был снят как раз накануне того, как с началом антикоммунистических чисток эпохи Маккартизма Джозефу Лоузи было запрещено работать в Голливуде. В фильме сыграли также такие внесённые в голливудский чёрный список актёры, как Говард да Сильва, Лютер Адлер и Карен Морли. Эмигрировав в Европу, Лоузи поставил там свои лучшие картины, среди них психологические драмы по сценариям драматурга Гарольда Пинтера «Слуга» (1963), «Несчастный случай» (1967) и «Посредник» (1971), а также антивоенные драмы «За короля и отечество» (1964) и «Мсье Кляйн» (1976).
Дэвид Уэйн сыграл значимые роли второго плана в фэнтези-мелодраме «Портрет Дженни» (1948) и романтической комедии «Ребро Адама» (1949), после чего исполнил главные и значимые роли в таких заметных картинах, как военная комедия «Вперёд» (1951), романтическая комедия «Как выйти замуж за миллионера» (1953), психиатрическая мелодрама «Три лица Евы» (1957), психологическая драма «Последний разгневанный человек» (1959), а позднее — в фантастическом фильме «Штамм Андромеда» (1971) и в романтической комедии «Первая полоса» (1974). Говард да Сильва известен многочисленными заметными ролями второго плана в таких фильмах, как военный биопик «Сержант Йорк» (1941) и приключенческая драма «Морской волк» (1941), а также фильмы нуар «Потерянный уикэнд» (1945), «Синий георгин» (1946), «Они живут по ночам» (1948), «Инцидент на границе» (1949), «Криминальная история» (1950) и «Четырнадцать часов» (1951). «М» и «Четырнадцать часов» студии «Двадцатый век Фокс» стали последними фильмами да Сильвы перед тем, как он был включён в чёрный список и отстранён от работы в Голливуде. С 1953 года да Сильва работал на сцене, вернувшись в кино только в 1963 году. Среди его поздних фильмов — психологическая драма «Дэвид и Лиза» (1962), вестерн «Невада Смит» (1966) и исторический мюзикл «1776» (1972). Мартин Гейбел известен по значимым ролям второго плана в фильмах нуар «Четырнадцать часов» (1951), «Криминальная полоса в прессе США» (1952), и «Вор» (1952), а позднее по мистической драме Альфреда Хитчкока «Марни» (1964), вестерну «Жил-был обманщик» (1970) и романтической комедии «Первая полоса» (1974). В 1947 году в качестве режиссёра Гейбел поставил свою единственную картину — фильм нуар «Упущенный момент» (1947).

## История создания фильма
Фильм стал ремейком классического немецкого фильма нуар 1931 года, который также назывался «М». Продюсером того фильма также был Сеймур Небензал, сценарий написала Теа фон Харбоу, режиссёром был Фритц Ланг, а главную роль исполнил Петер Лорре. В то время, как действие первого фильма происходило в Берлине рубежа 1920-30-х годов, в ремейке 1951 года действие перенесено в Лос-Анджелес начала 1950-х годов.
Большая часть фильма снималась в нижнем Лос-Анджелесе в викторианском квартале Банкер-хилл (ныне значительно перестроенном), а также поблизости от фуникулёра, известного как Полёт ангела. Но самые впечатляющие натурные съёмки проводились внутри офисного комплекса Брэдбери-билдинг (1893) в центре Лос-Анджелеса, в фильме можно увидеть цокольный этаж, характерные лестницы и балконы, а также крышу здания. Остальные сцены снимались в районе Оушен-парк в Санта-Монике.

## Оценка фильма критикой

### Общая оценка фильма
После выхода фильма на экраны журнал Variety дал ему в целом положительную оценку, отметив, что «постановка Лоузи искусно подала эту мрачную тему». Позднее многие историки сравнивали картину с классическим фильмом «М» (1931). Так, историк кино Спенсер Селби охарактеризовал картину как «верный первоисточнику ремейк шедевра немецкого экспрессионизма Фритца Ланга», с ним в целом согласился и Майкл Кини, указавший, что это «хороший ремейк превосходящего его фильма Ланга, в котором роль детоубийцы исполнил Петер Лорре». Киновед Хэл Эриксон также отметил, что «режиссёру Лоузи понадобилось немало смелости, чтобы взяться за ремейк классического фильма ужасов Фритца Ланга „М“, но в общем и целом он справился с этим вызовом».
Журнал TimeOut обратил внимание на то, после выхода на экраны фильм Лоузи неизбежно подвергся «унизительным сравнениям с самым знаменитым фильмом Ланга». При этом, по мнению журнала, главной проблемой фильма Лоузи стал слабый финал. Как признавался сам режиссёр, «я и сам не мог поверить в идею, что весь криминальный мир может объединиться против убийцы». Кроме того, как напоминает TimeOut, в финале своей картины Ланг добился «двойного нокаута» с великолепной речью Лорре, в которой тот поворачивает обвинение против своих обвинителей, порождая полный переворот в симпатиях зрителей — становится ясно, что он беспомощен в борьбе со своей болезнью, и, кроме того, сам является жертвой травли. Однако то, что было сильнейшим заявлением в условиях Германии начала 1930-х годов, «у Лоузи превратилось в слабую оплеуху». В целом же, продолжает журнал, «первая часть фильма Лоузи отличная, с чудесным использованием натуры Лос-Анджелеса, представленного как странные и пугающие бетонные джунгли, и выдающейся игрой Дэвида Уэйна, которая вполне сопоставима с игрой Лорре».
Киновед Алан Силвер обратил внимание на то, что «фильм Лоузи является почти точным ремейком фильма Фритца Ланга, с тем отличием, что действие перенесено на американскую почву», особенно отметив, что «благодаря умелому использованию натурных съёмок фильм приобрёл атмосферу американского фильма нуар». Вместе с тем, по мнению Силвера, фильм имеет и ряд проблем, которые связаны с тем, что «тот тип криминального братства», который в фильме Ланга отразил реальную ситуацию в Германии своего времени, невозможно правдоподобно перенести на американскую почву начала 1950-х годов. К сильным сторонам фильма Лоузи Силвер отнёс сцены пребывания убийцы в одиночестве в своей квартире, благодаря которым зритель с большей, чем у Ланга, тревогой ощущает болезнь и извращённую природу преступника, получающего сексуальное возбуждение от забав с детскими шнурками и глиняной куклой.

### Оценка актёрской игры
Журнал Variety обратил особое внимание на сильную актёрскую игру в фильме. По мнению журнала, Уэйн в роли убийцы маленьких детей играет сильно и убедительно. Лютер Адлер в роли пьяного гангстерского адвоката выдаёт выдающуюся игру, также как и Мартин Гейбел в роли гангстерского вожака, а Говард да Сильва и Стив Броуди — в ролях полицейских. Кини также отметил отличную игру Уэйна в роли жалкого педофила, и Адлера — в роли алкоголического адвоката Гейбела, который должен защищать убийцу перед судом своих коллег — воров, головорезов и рэкетиров.